# Takács Viktória
Takács Viktória (Győr, 1975. szeptember 12. –) magyar író, illusztrátor.

## Életútja
Általános iskolás éveit a Hanságban, Acsalag településen töltötte. A győri Révai Miklós Gimnáziumban érettségizett, majd az Apáczai Csere János Tanítóképző Főiskolán szerzett diplomát művelődésszervező szakon. Ezt követően Budapestre költözött, ahol a BGF Külkereskedelmi Karának nemzetközi marketing szakán másoddiplomázott.
2020/21-ben elvégezte a MOME OPEN Image Pro illusztrátorképzését.
2020-ban a Busó mese című kötettel indult gyerekkönyvsorozata a Scolar kiadónál, ami az óvódás–kisiskolás korosztályt ismerteti meg élő és kihalóban lévő hagyományainkkal. Illusztrációival számos kiadónál találkozhatunk.
Tagja a HUBBY-nak, az Író Cimborák gyerekirodalmi műhelynek és az Illusztrátor Pajtások szakmai csoportnak.
2024-től a Soproni Egyetem Kreatívipari Karának művésztanára. 

## Elismerései
- 2020 december A hónap mesekönyve: Betlehemi mese, Bookline[3]
- 2020 Fitz József-könyvdíj[4] - Magyar Könyvtárosok Egyesülete - Kertész Edina: A lány, aki szavakkal varázsolt[5]
- 2021 Bologna Children's Book Fair[6][7] The "children-spectators” pályázat egyik nyertese
- 2021 Merítés-díj Kertész Edina: A lány, aki szavakkal varázsolt
- 2022 Merítés-díj shortlist, Luca-mese[8]

## Kiállítások, tárlatok
- 2.Budapesti Illusztrációs Fesztivál, MOME Ground, Budapest (2021)
- Évfordulós kiállítás, BILLUFESZT, Petőfi Irodalmi Múzeum, Budapest (2021)
- Télűző illusztrációk, önálló kiállítás a Hagyományaink könyvsorozat illusztrációiból, Jókai-klub,[9] Budapest (2022)
- BILLUFESZT válogatás, Margit-szigeti víztorony, Budapest (2022)
- Otthonmesék kiállítás, FUGA, Budapest - közös tárlat az Író Cimborák és Illusztrátor Pajtások munkáiból (2023)
- Bologna Children's Book Fair, Bologna - The children-spectators (The magical end of the winter - illusztráció a Busó meséből) (2023)
- Lázár Ervin és Vathy Zsuzsa emléknapok kiállítás, Kisszékely - közös tárlat az Író Cimborák és Illusztrátor Pajtások munkáiból (2023)
- 3. Budapesti Illusztráció Fesztivál, MOME Ground (2023)
- Tavaszi zsongás, P'Art mozi, Szentendre, Illusztrátor Pajtások közös tavaszi tárlat (2024)

## Művei

### Szerzői kötetei (író, illusztrátor)
- Busó mese, Scolar (2020)
- Pünkösdi mese, Scolar (2020)
- Betlehemi mese, Scolar (2020)[10]
- Húsvéti mese, Scolar (2021)
- Szüreti mese, Scolar (2021)
- Luca-mese, Scolar (2021)[11]
- Farsangi mese, Scolar (2022)[12]
- Májusfamese, Scolar (2022)
- Regölős mese, Scolar (2022)
- Karácsonyi mese, Scolar (2022)
- Lakodalmas mese, Scolar (2023)
- Ott szemben, Scolar (2024)
- Piszke születésnapi kívánsága, Scolar (2024)
- Pingvin utazása, Scolar (2025)

### Antológiák (író)
- Sziromszárnyak, Irodalmi szöveggyűjtemény (2022)

### Illusztrációi
- Tinillem, Surányi Tímea (2018)
- Igric nagyi, Béres Tamás, Almafa (2019)
- Különleges testvérek, Z.Kiss Adrienn (2020)
- Vizek hátán, szelek szárnyák, Leader Egyesület (2020)
- Klasszkönyv, Hajós-Wisinger (2020)
- A lány, aki szavakkal varázsolt, Kertész Edina, Naphegy (2020)[13]
- Levendula és a varázsmacska, Mészöly Ágnes, Pagony (2021)
- Uborkából szalámi, Mészöly Ágnes, Pagony (2021)
- Patkódobbanás, Z. Kiss Adrienn (2021)
- Mi fog történni, Bethesda Gyermekkórház (2022)
- A sünimentő akció Mészöly Ágnes, Pagony (2022)
- Ölelős könyv, Manó könyvek (2022)
- A jövőbe látó gömb, Mészöly Ágnes, Pagony (2022)
- Boróka és Folyondár, Döbrentey Ildikó, dinpi.hu (2022)
- Lengemesék, A nádtenger télen, Berg Judit, Lampion (2022)
- LengemesékVilkó útra kel, Berg Judit, Lampion (2022)
- LengemesékTavasz a nádtengeren, Berg Judit, Lampion (2023)
- Lengemesék Nádtengeri nyár, Berg Judit, Lampion (2023)
- Lengemesék Vilkó Afrikában, Berg Judit, Lampion (2023)
- Lengemesék Irány Lengevár társasjáték, Berg Judit, Lampion (2023)
- Lengemesék Ősz a nádtengeren, Berg Judit, Lampion (2023)
- Télapó és hóember, Zelk Zoltán, Móra (2023)
- Karácsonyi ének, Zelk Zoltán, Móra (2023)
- Irány a kastély, Mészöly Ágnes, Pagony (2023)
- Igric nagyi a városban, Béres Tamás, Igrice könyvek (2024)
- Parker és Robin, a két kis repülő, Janecskó Kata, Pagony (2024)
- Az elvarázsolt szemüveg, Z. Kiss Adrienn (2024)
- Kis Titi, Böszörményi Gyula, Móra (2024)
- A fiú, aki mindent el akart mesélni, Kiss A. Kriszta, Móra (2025)
- Vakáció, Mészöly Ágnes, Pagony (2025)
- Lengemesék, Vilkó hazatér, Berg Judit, Lampion (2025)